# Isthmolongispora ampulliformis
Isthmolongispora ampulliformis är en svampart som först beskrevs av Tubaki, och fick sitt nu gällande namn av de Hoog & Hennebert 1983. Isthmolongispora ampulliformis ingår i släktet Isthmolongispora, divisionen sporsäcksvampar och riket svampar.   Inga underarter finns listade i Catalogue of Life.